# Alizée Gaillard
Alizée Gaillard (đôi khi được ghi là Alizée Sorel; sinh ra ở Geneva, ngày 28 tháng 4 năm 1985) là một người mẫu Thụy Sĩ Haiti.

## Tuổi thơ
Gaillard được sinh ra từ một người cha Haiti và một người mẹ Thụy Sĩ. Gaillard chuyển đến Pétion-Ville, Haiti, khi cô hai tháng tuổi và trải qua tuổi thơ ở đó cho đến năm 8 tuổi, khi cô trở về Thụy Sĩ cùng gia đình. Vào ngày 15 tháng 12 năm 2013, cô kết hôn với nam Diễn viên người Mỹ Darrin Charles trong một buổi lễ tại Los Angeles.

## Sự nghiệp
Năm 2005, cô đã giành chiến thắng trong vòng đầu tiên của Next Top Model, được quảng bá bởi kênh M6. Kể từ đó, cô đã làm việc cho Alexander McQueen, L'Oréal, Louis Vuitton, Prada, v.v. Gaillard được ký kết với Elite Model Management. Thông qua sự nghiệp của mình, cô đã tham gia vào một số hiệp hội từ thiện, như Caritas.